# Heinrich Kurtscheid
Heinrich Kurtscheid (* 24. September 1872 in Rheinbrohl; † 6. November 1961) war ein deutscher Gewerkschafter. Er war ab 1903 Vorsitzender des Zentralverbandes christlicher Holzarbeiter sowie ab 1920 stellvertretender Vorsitzender des Gesamtverbandes der christlichen Gewerkschaften.

## Leben
Der Vater war Arbeiter in einer Fabrik und Heinrich Kurtscheid wuchs in ärmlichen Verhältnissen auf. Nach der Volksschule absolvierte er eine Schreinerlehre. Anschließend ging er auf Gesellenwanderung. Dabei trat er dem Katholischen Gesellenverein bei. Die Wanderung führt ihn bis nach Sachsen und Bayern. Seinen Militärdienst leistete er zwischen 1892 und 1894 ab.
Danach ging er nach Düsseldorf und arbeitete in seinem erlernten Beruf. Daneben engagiert er sich in der katholischen Arbeiterbewegung. Er war aktiv in der Schreinerfachabteilung des Gesellenvereins und im katholischen Arbeiterverein. Im Jahr 1898 trat er dem neu gegründeten christlichen Bauarbeiterverband bei. Er nahm als Düsseldorfer Delegierter am 1. Kongress der christlichen Gewerkschaften 1899 in Mainz teil. Dort beteiligte er sich neben Adam Stegerwald maßgeblich an der Vorbereitung zur Gründung des Christlichen Holzarbeiterverbandes. Die Gewerkschaft nannte sich bald Zentralverband christlicher Holzarbeiter.
Kurtscheid übernahm zunächst ehrenamtlich die Leitung der Gewerkschaft im Rheinland und Westfalen. Ab 1901 leitete er hauptberuflich das Verbandssekretariat in Köln. Zuvor hatte er zur Vorbereitung einen Volkswirtschaftlichen Kursus des Volksverein für das katholische Deutschland besucht.
Als Nachfolger Stegerwalds wurde er 1903 Vorsitzender des Zentralverbandes christlicher Holzarbeiter mit Sitz in Köln. Gleichzeitig war er Redakteur des Verbandsblattes. Daneben spielte er auch eine wichtige Rolle im Gesamtverband der christlichen Gewerkschaften. Er war Mitglied im Vorstand und schließlich ab 1920 stellvertretender Vorsitzender. Im Jahr 1920 wurde er zudem Sekretär der Christlichen Internationalen Holzarbeitervereinigung.
Während des Gewerkschaftsstreits trat er für die Interkonfessionalität der christlichen Gewerkschaften ein. Der größere freigewerkschaftliche Holzarbeiterverband und die Arbeitgeber einigten sich häufig ohne Einbeziehung der christlichen Gewerkschaften. Krautscheid hat versucht dies in einer Konfrontation 1905 zu ändern, was allerdings die Gräben zwischen freien und christlichen Gewerkschaften vertiefte.
Eine nennenswerte parteipolitische Rolle in der Zentrumspartei hat er nicht gespielt. Er war lediglich Stadtverordneter in Köln.
Während der Weimarer Republik gehörte er dem Vorläufigen Reichswirtschaftsrat an. Im Jahr 1923 leitete er den passiven Widerstand gegen die Ruhrbesetzung in Köln.
Nach dem Beginn der nationalsozialistischen Herrschaft verlor er seine Gewerkschaftsfunktionen. Nach 1945 stand er der Gründung des DGB als Einheitsgewerkschaft zunächst skeptisch gegenüber, änderte diese Position schließlich und trat der Gewerkschaft Holz und Kunststoff bei.